# Bertram Bracken
Pour les articles homonymes, voir Bracken.
Bertram Bracken (parfois crédité Bert Bracken) est un acteur et producteur américain, né le 1er janvier 1880 à San Antonio, Texas, et mort le 1er novembre 1952 à Cathedral City, Californie.

## Biographie
Bertram "Bert" Bracken est né à San Antonio, Texas, le 1er janvier 1880 et a grandi à Lampasas, au Texas, où ses parents, Charles et Betty Bracken, exploitaient une épicerie,. Selon sa biographie, Bracken, jeune homme, a fréquenté l'Université Yale, travaillé dans le secteur bancaire et servi pendant un an et demi au 15e régiment de cavalerie. Sa carrière d'acteur a commencé à la fin des années 1890 au Haymarket Theatre de Chicago et s'est poursuivie avec sa propre compagnie, interprétant la pièce College Life qu'il a écrite et produite.
Bracken entre au cinéma en 1910 à la Star Film Company jouant souvent sous la direction de Gaston Méliès. Il a ensuite travaillé en tant que producteur de Méliès lors de tournages en Australie, en Asie et dans le Pacifique Sud.
Peu de temps après son retour en Amérique, Bracken est devenu réalisateur pour la Western Lubin Company, puis réalisateur et producteur de longs métrages pour la Balboa Amusement Producing Company.
Il a ensuite travaillé pour la Fox Film Corporation où il a dirigé des stars telles que Theda Bara et Anita Stewart. Des problèmes de vision ont interrompu sa carrière au début des années 1920, mais il a finalement repris le travail pendant plusieurs années. Son dernier film, The Face on the Barroom Floor, qu'il a co-écrit et réalisé, est sorti en 1932,.
L'épouse de Bracken, l'actrice Margaret Landis, a joué des rôles principaux et secondaires dans un certain nombre de ses films, avant leur divorce au début des années 1920.
Plus tard, Bracken a écrit des romans mystères et des scripts pour des émissions de radio.
Bertram Bracken est décédé à le 1er novembre 1952 et a été enterré au cimetière Welwood Murray à Palm Springs.

## Filmographie partielle

### Comme acteur
- 1911 : The Immortal Alamo de William F. Haddock
- 1913 : Playing with Fire
- 1913 : The Mysterious Hand
- 1914 : The Square Triangle
- 1935 : This Is the Life de Marshall Neilan

### Comme scénariste
- 1916 : Sporting Blood
- 1917 : The Primitive Call
- 1918 : Code of the Yukon
- 1918 : And a Still Small Voice
- 1920 :  Parted Curtains

### Comme réalisateur
- 1913 : Playing with Fire
- 1913 : The Mysterious Hand
- 1913 : For Her Brother's Sake
- 1914 : The Square Triangle
- 1916 : The Eternal Sappho
- 1916 : East Lynne
- 1916 : Sporting Blood
- 1917 : The Primitive Call
- 1918 : Code of the Yukon
- 1918 : And a Still Small Voice
- 1920 : Le Séducteur (Harriet and the Piper)
- 1920 :  Parted Curtains (coréalisation : James C. Bradford)
- 1921 : The White Mouse
- 1921 :  Un cœur d'enfant (The Mask)
- 1932 : The Face on the Barroom Floor

### Comme producteur
- 1916 : East Lynne